# دان يانسن
دان يانسن (بالإنجليزية: Dan Jansen)‏ هو متزلج سريع أمريكي، ولد في 17 يونيو 1965 في مقاطعة ميلووكي في الولايات المتحدة.

## وصلات خارجية
- دان يانسن على موقع SpeedSkatingBase.eu (الإنجليزية)
- دان يانسن على موقع SpeedSkatingNews.info (الإنجليزية)
- دان يانسن على موقع SpeedSkatingStats.com (الإنجليزية)
- دان يانسن على موقع اللجنة الأولمبية الدولية (الإنجليزية)
- دان يانسن على موقع أوليمبيديا (الإنجليزية)
- دان يانسن على موقع IMDb (الإنجليزية)
- دان يانسن على موقع الموسوعة البريطانية (الإنجليزية)
- دان يانسن على موقع قاعدة بيانات الفيلم (الإنجليزية)